# Trekmier

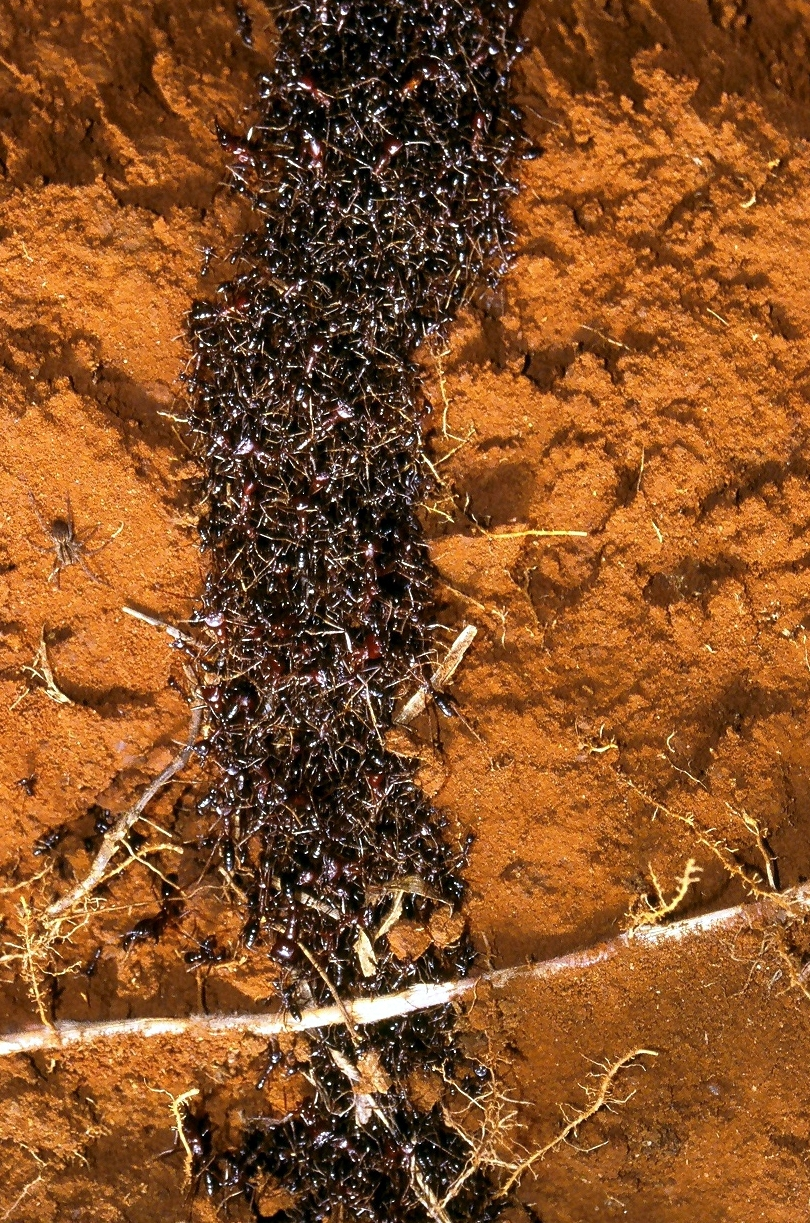
Rooftocht van Afrikaanse Dorylus-werksters

Trekmieren is een verzamelnaam voor nomadische mieren die zich in colonnes verplaatsen. De term wordt toegepast op ruim tweehonderd soorten van zowel de Oude Wereld als de Nieuwe Wereld. De trekmieren komen vooral voor in oerwouden in de tropen, zoals in het Amazonegebied.
De meeste trekmieren behoren tot de onderfamilie Dorylinae, maar ook enkele soorten uit de onderfamilies Ponerinae, Myrmicinae en Leptanillinae vertonen een overeenkomstig gedrag. 
Trekmieren onderscheiden zich van andere mierensoorten door drie specifieke kenmerken: (1) een nomadische levenswijze, (2) een enkele vleugelloze koningin aan het hoofd, die elke maand miljoenen eitjes produceert en (3) de organisatie van collectieve rooftochten. Met name de rooftochten van Eciton burchellii uit Zuid-Amerika en de Afrikaanse mieren uit het geslacht Dorylus zijn bekend om hun agressieve karakter.

## Organisatie

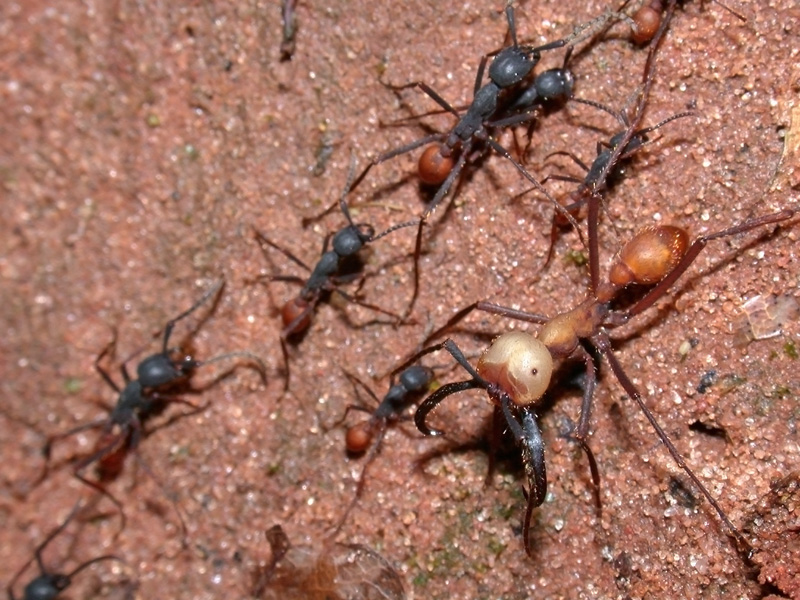
Werksters en een soldaat, Eciton burchellii

Een kolonie van trekmieren kan meer dan 15 miljoen mieren tellen en is aanzienlijk groter dan kolonies van andere miersoorten. Een trekmierkolonie bestaat, met uitzondering van de larven, volledig uit vrouwelijke dieren. Aan het hoofd staat een koningin. Zij heeft geen vleugels en een zeer groot cilindrisch achterlijf in vergelijking tot de koninginnen van andere miersoorten. Zij wordt bevrucht door mannetjes die zelf geen deel uitmaken van de kolonie. Met uitzondering van eventuele jonge koninginnen zijn alle volwassen mieren in een kolonie steriele werksters. 
De soldaten vormen een aparte klasse werksters. Zij zijn groter en hebben krachtigere kaken. Soldaten bewaken het nest en begeleiden de overige mieren tijdens hun strooptochten. Op de terugtocht naar het nest dragen soldaten de zwaardere voedseldelen. Bij de meeste trekmieren bestaan er ook significante verschillen tussen de overige werksters. Deze verschillen houden verband met de verschillende taken, zoals de verzorging van de koningin, de vorming van een bivak en het zoeken en doden van prooidieren. Meestal hebben oudere werksters een grotere kop en krachtiger kaken dan de jongere mieren.

## Foerageergedrag
Foeragerende trekmieren vormen gezamenlijk een colonne. Deze kan een afmeting  bereiken van ruim twintig meter breed en ruim honderd meter lang. Een colonne van veel soorten bestaat uit drie banen, een middelste baan met werksters die terugkeren naar de bivaklocatie en twee buitenste banen met uitgaande mieren, geflankeerd door de soldaten. De colonne wordt in stand gehouden door gedoseerd gebruik van feromonen. De terugkerende mieren in het midden geven grotere concentraties feromonen af, zodat de as van een colonne zo min mogelijk verschuift.
Een kolonie trekmieren kan tot wel 500.000 prooidieren per dag doden. Trekmieren hebben derhalve een significante invloed op de populatiegroottes en biodiversiteit in een gebied. De selectie van het prooidier hangt af van de mierensoort. Zo jagen ondergronds levende trekmieren op voornamelijk geleedpotigen en hun larven, aardwormen en slakken, maar voeden zich ook met jonge gewervelden, schildpadeieren en oliehoudende zaden. Een groot aantal soorten trekmieren zijn gespecialiseerd in het plunderen van nesten van mieren, wespen en termieten. Slechts een klein aantal soorten jagen voornamelijk op de oppervlakte. Zij zoeken hun prooidieren met name in bladafval en in de lage vegetatie. Van ongeveer vijf soorten trekmieren is bekend dat ze in hogere vegetatielagen jagen. Zij focussen zich voornamelijk op kolonies van sociale insecten, maar vallen ook vogels en hun eieren aan.
Trekmieren hebben de reputatie van roofdieren die alles doden wat op hun pad ligt. Dit gaat echter voor slechts een klein aantal soorten op. Met name Amerikaanse mieren van het geslacht Eciton en Afrikaanse mieren van het geslacht Dorylus doden een grote verscheidenheid aan dieren op hun pad, waaronder ook zwakke of jonge gewervelde diersoorten als knaagdieren, reptielen en vogels. In tegenstelling tot Dorylus-soorten zijn de kaken van Eciton-werksters echter niet geschikt voor het klein maken van dergelijke dieren. De door hen gedode prooidieren worden achtergelaten en dienen als voedsel voor aaseters die de mierenzwerm vergezellen.

## Nomadische levenswijze

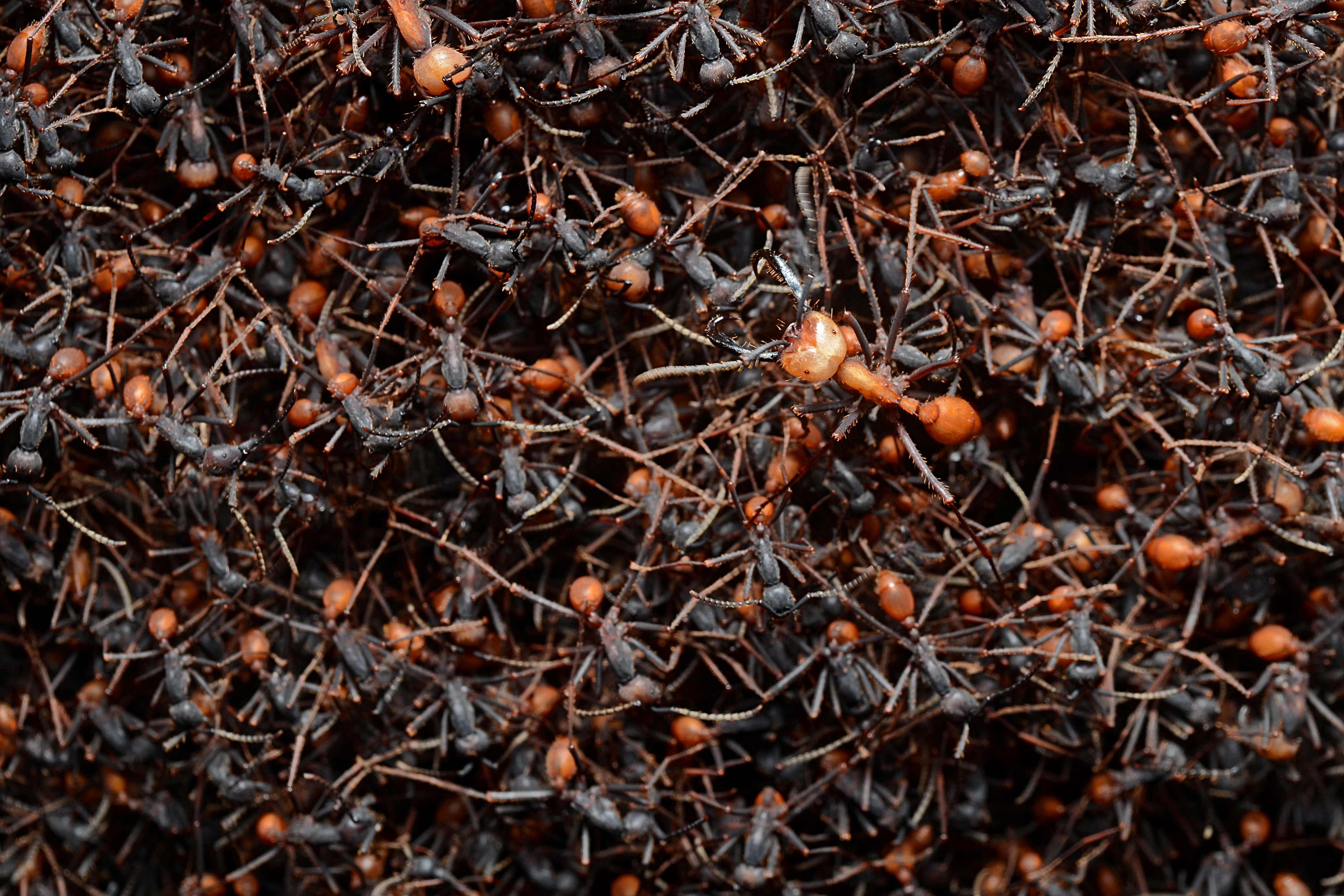
Soldaat op een bivak

Als het voedselaanbod schaars wordt, geeft de koningin door middel van feromonen het sein om verder te trekken. De mieren vormen een colonne en trekken naar een ander gebied. De koningin, de poppen en de eieren worden doorgaans door de oudere werksters gedragen.
Door hun nomadische levenswijze hebben trekmieren geen permanent nest. Om de koningin en haar kroost te beschermen, vormen werksters elke avond met hun lichamen een bivak. Deze constructie kan een doorsnede van tot wel een meter hebben en bevat gangen, voedselkamers en in het centrum de koningin en haar eieren en larven. Rond de koningin bevinden zich de jongste werksters; aan de buitenzijde van de bivak de oudere werksters. Bij verstoring beklimmen de soldaten de bivak om het met hun krachtige kaken te beschermen.

## Voortplanting

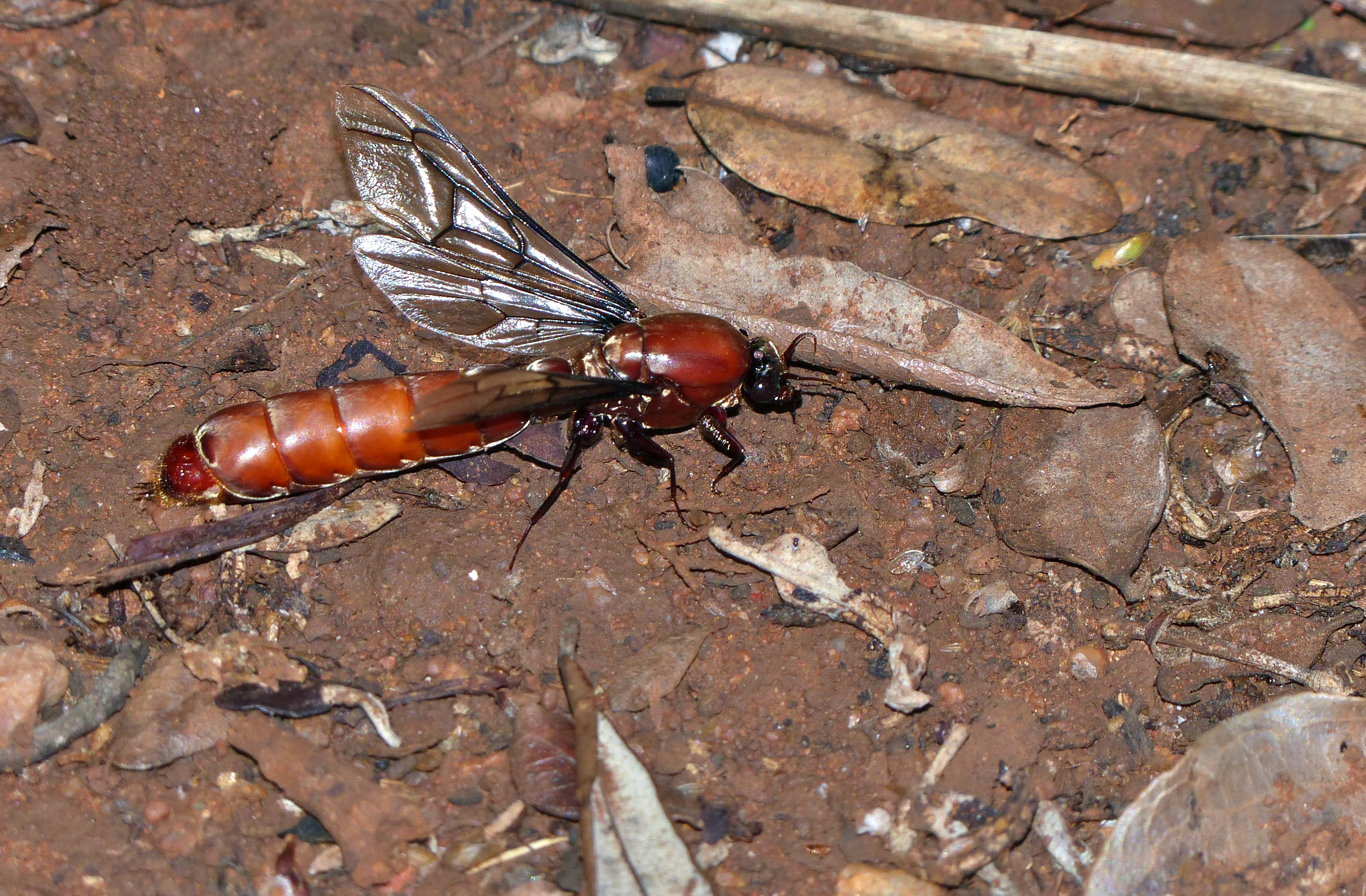
Gevleugeld mannetje, Dorylus helvolus

Mannelijke trekmieren verlaten kort na hun verpopping de kolonie op zoek naar een koningin om te paren. In sommige gevallen ontdoen werksters een mannetje van zijn vleugels, alvorens hem naar de koningin te dragen. Door het ontbreken van vleugels bij de koningin kennen trekmieren geen bruidsvlucht. Een koningin paart waarschijnlijk met meerdere mannetjes (polyandrie) en kan drie tot vier miljoen eitjes per maand leggen. Wanneer de koningin sterft, zullen werksters proberen om zich aan te sluiten bij een kolonie in de buurt. Wanneer zij hier niet in slagen, zal de gehele kolonie uitsterven.

### Cyclus

Voortplantingscyclus bij Eciton burchellii

De voortplantingscyclus van de koningin reguleert het foerageergedrag van de gehele kolonie. De meeste trekmieren kennen twee activiteitsfasen, die samenhangen met de ontwikkeling van de larven en elkaar gedurende het hele bestaan van de kolonie afwisselen. De zogenoemde nomadische fase begint tien dagen nadat de koningin eieren heeft gelegd en duurt gemiddeld vijftien dagen. In deze periode verzamelen de werksters de gehele dag voedsel voor de larven. Doordat een gebied in een betrekkelijk korte tijd wordt doorzocht, wordt de bivak vrijwel elke avond verplaatst, soms over betrekkelijk grote afstanden. Wanneer de larven verpoppen, hebben zij geen voedsel nodig. De werksters besteden nu aanzienlijk minder tijd aan foerageren, waardoor de bivak langere tijd op dezelfde plaats kan blijven. Wanneer de koningin in de tussentijd is bevrucht, zal zij haar eieren leggen in de periode dat de verpopping is voltooid. Bij de meeste soorten duurt deze stationaire fase twee à drie weken.

### Vorming van een nieuwe kolonie
Wanneer nieuwe koninginnen zijn verpopt, zullen twee van hen met een aantal werksters de kolonie verlaten en een nieuwe kolonie stichten. De overige nieuwe koninginnen worden door de werksters genegeerd en zullen uiteindelijk van honger sterven. Wanneer een kolonie een bepaalde grootte heeft bereikt, zal het zich in twee groepen splitsen, waarbij de helft van de werksters met een nieuwe koningin de moederkolonie zal verlaten. Hierbij zullen de werksters van de verschillende kolonies niet langer met elkaar communiceren. Een splitsing van de kolonie gebeurt bij veel trekmiersoorten gemiddeld elke drie jaar.

## Ecologie

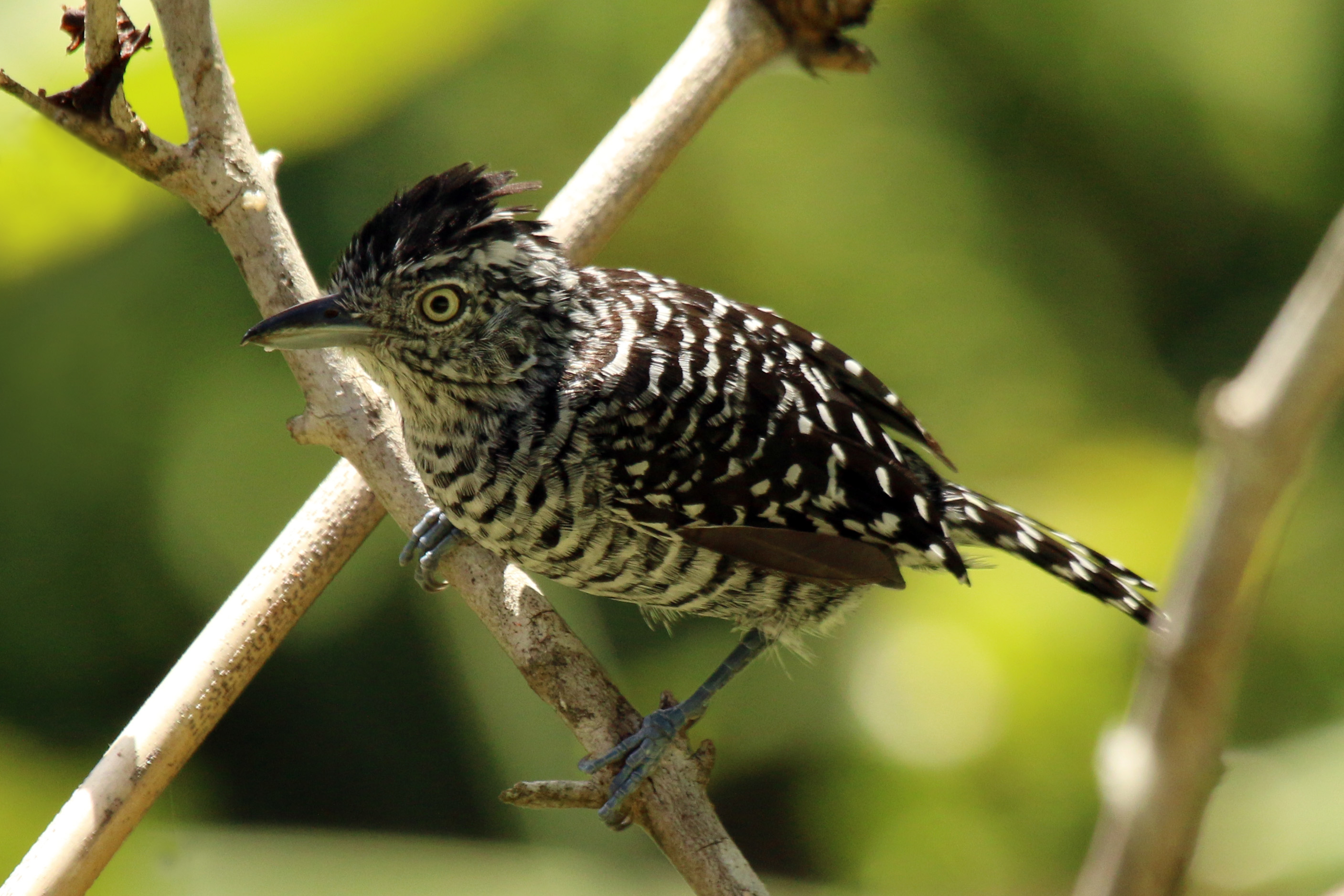
De gebandeerde mierklauwier (Thamnophilus doliatus) is voor voedsel afhankelijk van trekmieren

Door de grote invloed die zij op hun omgeving hebben, worden veel soorten trekmieren als een sleutelsoort in hun habitat beschouwd. Zij reguleren niet alleen de populatiegroottes van hun prooidieren, maar kennen ook tal van symbionten.
Het naderen van een colonne trekmieren doet veel ongewervelde diersoorten uit hun schuilplaatsen vluchten, waardoor zij een makkelijke prooi vormen. Veel dieren volgen trekmiercolonnes en voeden zich met de opgejaagde prooidieren, een gedrag dat kleptoparasitisme wordt genoemd. Miervogels zijn voor hun voedsel sterk afhankelijk van trekmieren, maar ook andere vogels volgen trekmiercolonnes, zoals lijsters, ovenvogels, winterkoningen, koekoeken, motmots en tangaren. Ook een groot aantal geleedpotigen volgen de trekmieren, waaronder kortschildkevers en mijten. De trekmier Eciton burchellii heeft een geschat aantal symbionten van 350 tot 500 diersoorten, het grootst bekende aantal in de dierenwereld.